# مود رینگ (ترانه لرد)
«مود رینگ» (انگلیسی: Mood Ring) ترانه‌ای از خواننده و ترانه‌پرداز نیوزیلندی، لرد است. این ترانه در ۱۸ اوت ۲۰۲۱ از طریق یونیورسال میوزیک نیوزیلند منتشر شد و سومین تک‌آهنگ از سومین آلبوم استودیویی او با نام سولار پاور (۲۰۲۱) محسوب می‌شود. «مود رینگ» توسط لرد و جک آنتونوف نوشته و تولید شده است.

## جدول‌های موسیقی
| جدول (۲۰۲۱)                                         | بالاتربن جایگاه |
| --------------------------------------------------- | --------------- |
| استرالیا (ای‌آرآی‌ای)                                 | ۲۹              |
| کانادا (۱۰۰ تک‌آهنگ داغ کانادا)                      | ۷۶              |
| ۲۰۰ آهنگ جهانی (بیلبورد)                            | ۹۳              |
| مجارستان (۴۰ تک‌آهنگ برتر)                           | ۲۹              |
| ایرلند (ایرما)                                      | ۴               |
| نیوزیلند (ریکوردد میوزیک ان‌زد)                      | ۱۰              |
| پرتغال (ای‌اف‌پی)                                     | ۱۴۱             |
| هیت‌سیکر سوئدی (فهرست برترین‌های سوئد)                | ۱۶              |
| تک‌آهنگ‌های بریتانیا (اوسی‌سی)                         | ۴۸              |
| ایالات متحده فوران‌کننده زیر ۱۰۰ آهنگ داغ (بیلبورد)  | ۱۸              |
| ترانه‌های داغ راک و آلترناتیو ایالات متحده (بیلبورد) | ۱۱              |

## تاریخچه انتشار
| منطقه        | تاریخ           | فرمت(ها)                | ناشر(ها)      | منابع  |
| ------------ | --------------- | ----------------------- | ------------- | ------ |
| مختلف        | ۱۸ اوت ۲۰۲۱     | دانلود دیجیتال استریم   | یونیورسال     | [ ۱۳ ] |
| ایتالیا      | ۲۷ اوت ۲۰۲۱     | هیت رادیو معاصر         | یونیورسال     | [ ۱۴ ] |
| ایالات متحده | ۲۷ سپتامبر ۲۰۲۱ | Adult alternative radio | لاوا ریپابلیک | [ ۱۵ ] |